# Anchang
ANCHANG（あんちゃん、本名：安藤 弘司 - あんどう こうじ、1970年4月28日 - ）は、愛媛県新居浜市出身のミュージシャン。身長は174cm（BIG BITES公式サイトより）。血液型はA型。第一工業大学工学部卒業。ヘヴィメタルバンド、SEX MACHINEGUNSのリーダー。ボーカルとギターを担当し、ほとんどの作詞・作曲を手掛ける。

## 人物
- 非常にコミカルでユーモラスな歌詞を書くことで知られ、例えば故郷愛媛県の名産物、みかんをテーマにした『みかんのうた』などがある。ただし面白さを狙って作詞しているわけではなく、日常の中に転がってるものや自分が経験したものを題材に作っているという。[1]
- 独特のユーモアセンスは楽曲面でも色濃く、様々なサブジャンルのメタルバンドの先逹へ向けたパロディでも知られる。
- 愛用の変形ギターである「髑髏よしえ」はANCHANG自らのデザイン。ESPの「ランダムスター」をベースに、骸骨のオブジェで装飾された非常に個性的なギターで、元々は紙粘土を用いて作った自作品であった。他にも、ランダムスター形のシグネチュアモデル「ANCHANG STAR」や本人仕様のレスポールを愛用している。
- ギターを始めるキッカケはボン・ジョヴィの『7800°ファーレンハイト』。その後、ナイト・レンジャーなどにハマり、ドッケンやモトリー・クルーといったバンドをはじめとするLAメタルをルーツに持つ。
- 最も影響を受けたギタリストにジョージ・リンチを挙げており、上記の「髑髏よしえ」のデザインやギターのピックアップ（ジョージと同じ、セイモア・ダンカン社の「Screamin' Demon」をリアピックアップとして使用）などに彼からの影響がうかがえる。
- 「1週間のメシが全部カレーでもいい」と言うほど、大のカレー好き。逆に、納豆は大の苦手。ちなみに「ONIGUNSOW」の歌詞に出てくるキュウリは特に嫌いではない。
- 釣り好きで、一時期は雑誌に釣りのコラムを連載していた時期もあったほど。ブログでも釣りに関する写真を数多く公開している。
- 音楽に対しては「みんなで作る」を信念としている。SEX MACHINEGUNSの第5期以降はメンバー全員がアイデアを出し合って作った曲が多く、作詞作曲もSEX MACHINEGUNS名義となっている曲が多い。
- 高見沢俊彦の「王子連合」の一員で、レコーディングやソロツアーの一部にも帯同する。
- 大のプロレスファンであることから、『ワールドプロレスリング』（テレビ朝日）に度々出演したが、同番組には本名の安藤弘司名義で登場していた。他にも『世直しGOOD VIBRATION』ではMVに天山広吉（新日本プロレス）が出演し、『みかんのうた』は同郷の女子プロレスラー藤田あかね（アイスリボン）が入場曲として採用している。
- 生演奏へのこだわりから、ライブでは同期を使用していない。[2][1]
- 「ザ☆メンテナンス」は元々は第3期SEX MACHINEGUNS解散後のソロプロジェクトの楽曲をライブ演奏するために結成された。レコードとライブは別物という考えからバンドとしてライブが行われたという。[3]

## 略歴
- 1989年 鹿児島県の第一工業大学に在学中、SEX MACHINEGUNSの母体となる同名の学園祭バンドを結成。九州地方を中心に活動を続ける。
- 1993年 就職のための上京を機にバンドを解散。サラリーマンになった後、すぐに同名のバンドを再結成する。
- 1998年 SEX MACHINEGUNSがシングル「HANABI-la大回転」でメジャーデビュー。
- 2003年 第3期SEX MACHINEGUNS解散。SEX MACHINEGUN名義でシングル「語れ! 涙!」をリリースし、ソロデビュー。
- 2004年 第4期SEX MACHINEGUNS再結成。2006年6月まで活動。
- 2006年 第4期SEX MACHINEGUNS活動休止。桜塚やっくんのデビューシングル「ゲキマジムカツク」のプロデュースを手掛ける。 同年9月に渡米し、メンフィスでソロアルバムのレコーディングを行う。
- 2007年 ANCHANG名義でシングル「コブラツイスト」をリリース。その後アルバム「Memphis」をリリース。
- 2007年 第5期SEX MACHINEGUNS再結成。
- 2008年 ANNIE（ex.THE YELLOW MONKEY）、NATCHIN（ex.SIAM SHADE）らと共にバンド「BIG BITES」を結成。
- 2010年4月28日 40歳の誕生日を迎え、同日に所属事務所（株）マーサからの独立と入籍を発表。バンド運営会社(有)SMGの社長を自ら務める。
- 2012年 第5期SEX MACHINEGUNS活動休止。
- 2012年 第3期解散後にソロ名義で活動していた「ザ☆メンテナンス」をSHINGO☆他メンバーで活動再開。
- 2014年 第6期SEX MACHINEGUNSとして7月から本格的な活動再開。ザ☆メンテナンスも並行して活動。
- 2018年 10月をもって(有)SMGの社長を辞任し、今後は新しく招いた人に社長業を任せる旨を発表。
- 2025年 ザ☆メンテナンス解散。

## 使用機材
ギター
- ESP ANCHANG STAR -髑髏よしえ-
- ESP ANCHANG STAR -Lightning Star-
- ESP ANCHANG STAR -BLACK STAR-
- ESP ANCHANG STAR -METAL DRIVER-
- ESP ANCHANG STAR -W-Hellion-
- ESP ANCHANG STAR -FLAT BACKER-
- ESP ANCHANG STAR -髑髏よしおスネイク-
- ESP ANCHANG STAR -7th HEAVEN-
- ESP ANCHANG STAR -mini-
- ESP ANCHANG STAR-II -METAL PLATE-
- ESP ANCHANG STAR -ULTRA 7-
- ESP Les Chang
- ESP An Paul
- ESP ANCHANG STAR-II -METAL PLATE α-
- ESP AX -ANCHANG 35th Anniversary-
- ESP ANCHANG STAR -KAMIKAZE-
- ESP An Sykes
- ESP ANCHANG STAR -KAMIKAZE-I-
- ESP EX D-AN-GER
- ESP EX
- ESP KAMIKAZE-IV
- ESP ECLIPSE -ANTONIO-
- EDWARDS E-LP "Les Chang" CTM

アンプ

- デビュー時から一貫してヒュースアンドケトナーを使用。

## ディスコグラフィー

### アルバム
- 『the maintenance』（2004年）
  - "SEX MACHINEGUN"名義 オリコンウィークリーチャート初登場26位。
- 『Memphis』（2007年）
  - "ANCHANG"名義。

### シングル
- 「語れ! 涙!」（2003年）
  - "SEX MACHINEGUN"名義 オリコンウィークリーチャート初登場25位。
  - 『こちら葛飾区亀有公園前派出所 THE MOVIE2 UFO襲来! トルネード大作戦!!』主題歌。
- 「コブラツイスト」（2007年）
  - カップリングには「チェリー」（スピッツ）、メリーアン（THE ALFEE）のカバーを収録。

### その他
- 1999年 Carmine Appice presents『GUITAR ZEUS JAPAN』（ギター参加）
- 2002年 MITSUO NAKAJIMA『ROUTE 320』（ギター参加）
- 2003年 布袋寅泰『DOBERMAN』（コーラス参加）
- 2003年 デーモン小暮閣下『WHEN THE FUTURE LOVES THE PAST 〜未来が過去を愛するとき〜』（歌詞提供）
- 2004年 TOKIO『TOK10』（ギター参加）
- 2006年 桜塚やっくん『ゲキマジムカツク』（プロデュース他）
- 2007年 KAT-TUN アルバム『Cartoon KAT-TUN II You』収録　田口淳之介ソロ曲『サムライ☆ラブ☆アタック』
- 2007年 CANTA 『流星と春の嵐』（ギター参加）
- 2007年 高見沢俊彦『Kaleidoscope』（ギター参加）
- 2007年 SPARKS GO GO アルバム『GOOD FELLAS』収録 「クモの糸」（歌詞曲提供・ギター・コーラス参加）
- 2008年 高見沢俊彦『月姫』（歌詞提供・ギター参加）
- 2010年 高見沢俊彦『Fantasia』（歌詞提供・ギター参加）
- 2012年 ベイビーレイズ『S.O.K.』（歌詞曲提供）
- 2014年 Gero アルバム『SECOND』収録『うどん２』（歌詞曲提供）
- 2016年 ももいろクローバーZ『ゴリラパンチ』（歌詞提供・ギター参加）
- 2018年 民謡ガールズ『ミライ』収録『ラブ♡メタル』（歌詞曲提供）